# Guaros de Lara FC
Guaros de Lara Fútbol Club is een Venezolaanse voetbalclub uit Barquisimeto. De club werd in 2006 opgericht.

## Bekende (oud-)spelers
- René Higuita